# Кукуй (Курская область)
Кукуй — посёлок в Большесолдатском районе Курской области. Входит в Большесолдатский сельсовет.

## География
Посёлок находится на реке Суджа, в 64 километрах к юго-западу от Курска, в 2 км к северо-востоку от районного центра и центра сельсовета — села Большое Солдатское.
Улицы
В посёлке 2 улицы: Заречная (18 домов) и Лесная (10 домов).
Климат
Посёлок, как и весь район, расположена в поясе умеренно континентального климата с тёплым летом и относительно тёплой зимой.

## Население
| 2002 | 2010 |
| ---- | ---- |
| 83   | ↘64  |

## Транспорт
Кукуй находится в 2,5 км от автодороги регионального значения 38К-004 (Дьяконово — Суджа — граница с Украиной), на автодороге межмуниципального значения 38Н-820 (Большое Солдатское — Кукуй) и в 1,5 км от 38Н-027 (Большое Солдатское — 38К-004 — Ржава), в 20 км от ближайшего ж/д остановочного пункта Гродненский (линия Льгов I — Подкосылев).